# Décès en août 1998
Décès
- 1994
- 1995
- 1996
- 1997
- 1998
- 1999
- 2000
- 2001
- 2002

Pour une information complémentaire, voir la page d'aide.

| Date     | Nom                      | Activités                                                                          | Âge      | Source |
| -------- | ------------------------ | ---------------------------------------------------------------------------------- | -------- | ------ |
| 1er août | Eva Bartok               | actrice britannique d'origine hongroise                                            | 71       |        |
| 1er août | Florenci Clavé           | dessinateur de bande dessinée espagnol                                             | 62       |        |
| 1er août | Herboné                  | dessinateur et scénariste de bande dessinée français                               | 92       |        |
| 1er août | Josef Ludl               | joueur et entraîneur de football tchécoslovaque                                    | 82       |        |
| 2 août   | Hector Delfosse          | accordéoniste et compositeur belge                                                 | 73       |        |
| 2 août   | Shari Lewis              | actrice, productrice et scénariste américaine                                      | 65       |        |
| 3 août   | Lucien Grenier           | avocat et homme politique fédéral du Québec                                        | 72       |        |
| 3 août   | Reizo Koike              | nageur japonais                                                                    | 84       |        |
| 3 août   | Alfred Schnittke         | compositeur soviétique d'origine allemande                                         | 63       |        |
| 4 août   | Youri Artioukhine        | cosmonaute russe                                                                   | 68       |        |
| 5 août   | Arthur Ceuleers          | footballeur belge                                                                  | 82       |        |
| 5 août   | Gabriel Delaunay         | résistant, haut fonctionnaire et écrivain français                                 | 91       |        |
| 5 août   | Todor Jivkov             | homme politique communiste bulgare                                                 | 86       |        |
| 5 août   | Otto Kretschmer          | officier allemand de marine                                                        | 86       |        |
| 5 août   | Gérard Ménatory          | journaliste français                                                               | 76       |        |
| 6 août   | Francesco Capocasale     | footballeur italien                                                                | 81       |        |
| 6 août   | Nat Gonella              | trompettiste, chef d'orchestre et chanteur de jazz britannique                     | 90       |        |
| 6 août   | Guy Hernas               | Footballeur français.                                                              | 64       |        |
| 6 août   | André Weil               | mathématicien français                                                             | 91       |        |
| 7 août   | Max Conchy               | Footballeur français.                                                              | 86       |        |
| 8 août   | Sam Balter               | joueur américain de basket-ball                                                    | 88       |        |
| 8 août   | Giulio Bresci            | coureur cycliste italien                                                           | 76       |        |
| 8 août   | Raymond Edward Brown     | prêtre sulpicien américain                                                         | 70       |        |
| 8 août   | Pascual Salas            | footballeur espagnol                                                               | 88       | (en)   |
| 8 août   | László Szabó             | grand maître hongrois du jeu d'échecs                                              | 80       |        |
| 9 août   | Gabriel Cattand          | acteur français de télévision et de cinéma                                         | 74       |        |
| 9 août   | Marcella Rovena          | actrice italienne                                                                  | 89       |        |
| 9 août   | Francisco Zúñiga         | artiste costaricien naturalisé mexicain, connu pour sa peinture et ses sculptures  | 85       |        |
| 10 août  | Pierre Fouquet           | médecin français, père de l'alcoologie française                                   | 84       |        |
| 12 août  | Abu Bakar Umar           | homme politique malaisien                                                          | 71       |        |
| 12 août  | Jesús Loroño             | coureur cycliste espagnol                                                          | 72       |        |
| 12 août  | Gilles Terral            | entomologiste français                                                             | 54       |        |
| 13 août  | Nino Ferrer              | chanteur, auteur et compositeur italo-français                                     | 63       |        |
| 13 août  | Julien Green             | écrivain américain de langue française                                             | 97       |        |
| 13 août  | Waneta Hoyt              | tueuse en série américaine                                                         | 52       |        |
| 13 août  | Philip von Schantz       | peintre suédois                                                                    | 70       | (nl)   |
| 15 août  | Georges Strouvé          | directeur de la photographie français                                              | 70       |        |
| 15 août  | Anatole Vilzak           | danseur et pédagogue américain d'origine russo-lituanienne                         | 101      |        |
| 16 août  | Dominique Davray         | actrice française                                                                  | 79       |        |
| 16 août  | Phil Leeds               | acteur américain                                                                   | 82       |        |
| 16 août  | Alain Marion             | flûtiste français                                                                  | 59       |        |
| 16 août  | Kenneth Stafford Norris  | biologiste spécialisé sur les mammifères marins, conservationniste et naturaliste  | 74       |        |
| 17 août  | Władysław Komar          | athlète polonais                                                                   | 58       |        |
| 17 août  | Johnny Lipon             | joueur et manager américain de baseball                                            | 75       |        |
| 17 août  | Paul Thillard            | homme politique français                                                           | 86       |        |
| 17 août  | Tadeusz Ślusarski        | athlète polonais, spécialiste du saut à la perche                                  | 47       |        |
| 18 août  | Michel Couchat           | peintre français                                                                   | 62       |        |
| 18 août  | Persis Khambatta         | actrice indienne                                                                   | 49       |        |
| 18 août  | Otto Wichterle           | chimiste tchèque inventeur des lentilles de contact souples                        | 84       |        |
| 19 août  | Vassili Arkhipov         | officier de la Marine soviétique                                                   | 72       |        |
| 19 août  | Max Holste               | industriel français                                                                | 84       |        |
| 20 août  | Per Anders Fogelström    | écrivain suédois                                                                   | 80       |        |
| 20 août  | Nicola Riezzo            | archevêque italien                                                                 | 93       |        |
| 20 août  | Haydée Tamzali           | actrice tunisienne                                                                 | 91       |        |
| 21 août  | Émile Raimbault          | psychanalyste français                                                             | 74       |        |
| 21 août  | Hans van Abeelen         | généticien du comportement néerlandais                                             | 61       |        |
| 21 août  | Wanda Toscanini Horowitz | fille du chef d'orchestre Arturo Toscanini et épouse du pianiste Vladimir Horowitz | 90       |        |
| 21 août  | Maurice Richard          | coureur cycliste français                                                          | 88       |        |
| 22 août  | Sergio Fiorentino        | pianiste et enseignant italien                                                     | 70       |        |
| 22 août  | Elena Garro              | écrivaine mexicaine                                                                | 77       |        |
| 22 août  | Bernard Rouget           | photographe français                                                               | 84       |        |
| 22 août  | Jimmy Skidmore           | saxophoniste ténor de jazz anglais                                                 | 81       |        |
| 23 août  | Asadollah Lajevardi      | homme politique iranien                                                            | 62 ou 63 | (en)   |
| 24 août  | John Littleton           | chanteur et compositeur né aux États-Unis et mort en France                        | 58       |        |
| 24 août  | E. G. Marshall           | acteur américain                                                                   | 84       |        |
| 24 août  | Levan Sanadze            | athlète géorgien qui concourait pour l'Union soviétique                            | 69       |        |
| 24 août  | Georges Senfftleben      | coureur cycliste sur piste français                                                | 75       |        |
| 25 août  | Manuel Azcárate          | homme politique espagnol                                                           | 81       |        |
| 25 août  | Bob Montgomery           | boxeur américain                                                                   | 79       |        |
| 25 août  | Jerry Wayne Parrish      | déserteur de l'armée américaine devenu acteur nord-coréen                          | 54       |        |
| 26 août  | Wade Dominguez           | acteur, mannequin, chanteur et danseur américain                                   | 32       |        |
| 26 août  | Remo Giazotto            | musicologue italien                                                                | 87       |        |
| 26 août  | Jack Harlan              | botaniste et agronome américain                                                    | 81       |        |
| 26 août  | Charles Jauquier         | ténor suisse                                                                       | 78       |        |
| 26 août  | Frederick Reines         | physicien américain                                                                | 80       |        |
| 26 août  | Ryūichi Tamura           | traducteur de poésie et de romans en langue anglaise et poète japonais             | 74       |        |
| 27 août  | Jaanus Kuum              | coureur cycliste norvégien d'origine estonienne                                    | 33       |        |
| 27 août  | Jean Planque             | peintre et collectionneur suisse                                                   | 88       |        |
| 28 août  | Hirokazu Kobayashi       | aïkidoka japonais                                                                  | 68       |        |
| 28 août  | Yvon-Roma Tassé          | ingénieur civil et homme politique fédérale du Québec                              | 87       |        |
| 29 août  | Charlie Feathers         | chanteur américain de rockabilly, rock 'n' roll et de country                      | 66       |        |
| 30 août  | Keith Oxlee              | joueur de rugby à XV sud-africain                                                  | 63       |        |
| 30 août  | Denniz Pop               | DJ, parolier et compositeur suédois                                                | 35       |        |
| 30 août  | Toss Woollaston          | peintre néo-zélandais                                                              | 88       | (en)   |
| 31 août  | Émile Bewing             | coureur cycliste luxembourgeois                                                    | 91       |        |